# Targa Florio
A Targa Florio é uma das mais antigas corridas automobilísticas da Itália. Junto com as Mille Miglia, é certamente a corrida italiana mais famosa no mundo.

## História
A prova foi idealizada, criada, financiada e organizada  por Vincenzo Florio, um siciliano de rica família fascinado pelo novo meio de locomoção e já conhecido no ambiente das corridas por ter participado a algumas competições do início do século XX.
A Targa Florio foi disputado 61 vezes, praticamente sem interrupções, de 1906 a 1977 (excetuando-se os períodos bélicos mundiais).

## Vencedores
| Edição               | Ano  | Vencedor                                           | Vencedor         |
| Edição               | Ano  | Piloto                                             | Marca            |
| -------------------- | ---- | -------------------------------------------------- | ---------------- |
| I Targa Florio       | 1906 | Alessandro Cagno                                   | Itala            |
| II Targa Florio      | 1907 | Felice Nazzaro                                     | Fiat             |
| III Targa Florio     | 1908 | Vincenzo Trucco                                    | Isotta Fraschini |
| IV Targa Florio      | 1909 | Francesco Ciuppa                                   | S.P.A            |
| V Targa Florio       | 1910 | Franco Tullio Cariolato                            | Franco           |
| VI Targa Florio      | 1911 | Ernesto Ceirano                                    | SCAT             |
| VII Targa Florio     | 1912 | Cyril Snipe/Pedrini                                | SCAT             |
| VIII Targa Florio    | 1913 | Felice Nazzaro                                     | Nazzaro          |
| IX Targa Florio      | 1914 | Ernesto Ceirano                                    | SCAT             |
| X Targa Florio       | 1919 | André Boillot                                      | Peugeot          |
| XI Targa Florio      | 1920 | Guido Meregalli                                    | Nazzaro          |
| XII Targa Florio     | 1921 | Giulio Masetti                                     | Fiat             |
| XIII Targa Florio    | 1922 | Giulio Masetti                                     | Mercedes         |
| XIV Targa Florio     | 1923 | Ugo Sivocci                                        | Alfa Romeo       |
| XV Targa Florio      | 1924 | Christian Werner                                   | Mercedes         |
| XVI Targa Florio     | 1925 | Meo Costantini                                     | Bugatti          |
| XVII Targa Florio    | 1926 | Meo Costantini                                     | Bugatti          |
| XVIII Targa Florio   | 1927 | Emilio Materassi                                   | Bugatti          |
| XIX Targa Florio     | 1928 | Albert Divo                                        | Bugatti          |
| XX Targa Florio      | 1929 | Albert Divo                                        | Bugatti          |
| XXI Targa Florio     | 1930 | Achille Varzi                                      | Alfa Romeo       |
| XXII Targa Florio    | 1931 | Tazio Nuvolari                                     | Alfa Romeo       |
| XXIII Targa Florio   | 1932 | Tazio Nuvolari                                     | Alfa Romeo       |
| XXIV Targa Florio    | 1933 | Antonio Brivio                                     | Alfa Romeo       |
| XXV Targa Florio     | 1934 | Achille Varzi                                      | Alfa Romeo       |
| XXVI Targa Florio    | 1935 | Antonio Brivio                                     | Alfa Romeo       |
| XXVII Targa Florio   | 1936 | Constantino Magistri                               | Lancia           |
| XXVIII Targa Florio  | 1937 | Francesco Severi                                   | Maserati         |
| XXIX Targa Florio    | 1938 | Giovanni Rocco                                     | Maserati         |
| XXX Targa Florio     | 1939 | Luigi Villoresi                                    | Maserati         |
| XXXI Targa Florio    | 1940 | Luigi Villoresi                                    | Maserati         |
| XXXII Targa Florio   | 1948 | Clemente Biondetti/Igor Troubetzkoy                | Ferrari          |
| XXXIII Targa Florio  | 1949 | Clemente Biondetti/Aldo Benedetti                  | Ferrari          |
| XXXIV Targa Florio   | 1950 | Mario Bornigia/Franco Bornigia                     | Alfa Romeo       |
| XXXV Targa Florio    | 1951 | Franco Cortese                                     | Frazer Nash      |
| XXXVI Targa Florio   | 1952 | Felice Bonetto                                     | Lancia           |
| XXXVII Targa Florio  | 1953 | Umberto Maglioli                                   | Lancia           |
| XXXVIII Targa Florio | 1954 | Piero Taruffi                                      | Lancia           |
| XXXIX Targa Florio   | 1955 | Stirling Moss/Peter Collins                        | Mercedes-Benz    |
| XL Targa Florio      | 1956 | Umberto Maglioli                                   | Porsche          |
| XLI Targa Florio     | 1957 | Fabio Colonna                                      | Fiat             |
| XLII Targa Florio    | 1958 | Luigi Musso/Olivier Gendebien                      | Ferrari          |
| XLIII Targa Florio   | 1959 | Edgar Barth/Wolfgang Seidel                        | Porsche          |
| XLIV Targa Florio    | 1960 | Joakim Bonnier/Hans Herrmann                       | Porsche          |
| XLV Targa Florio     | 1961 | Wolfgang von Trips/Olivier Gendebien               | Ferrari          |
| XLVI Targa Florio    | 1962 | Willy Mairesse/Ricardo Rodríguez/Olivier Gendebien | Ferrari          |
| XLII Targa Florio    | 1963 | Joakim Bonnier/Carlo Mario Abate                   | Porsche          |
| XLVIII Targa Florio  | 1964 | Colin Davis/Antonio Pucci                          | Porsche          |
| XLIX Targa Florio    | 1965 | Nino Vaccarella/Lorenzo Bandini                    | Ferrari          |
| L Targa Florio       | 1966 | Willy Mairesse/Herbert Müller                      | Porsche          |
| LI Targa Florio      | 1967 | Paul Hawkins/Rolf Stommelen                        | Porsche          |
| LII Targa Florio     | 1968 | Umberto Maglioli/Vic Elford                        | Porsche          |
| LIII Targa Florio    | 1969 | Gerhard Mitter/Udo Schutz                          | Porsche          |
| LIV Targa Florio     | 1970 | Joseph Siffert/Brian Redman                        | Porsche          |
| LV Targa Florio      | 1971 | Nino Vaccarella/Antoine Hezemans                   | Alfa Romeo       |
| LVI Targa Florio     | 1972 | Arturo Merzario/Sandro Munari                      | Ferrari          |
| LVII Targa Florio    | 1973 | Herbert Müller/Gijs van Lennep                     | Porsche          |
| LVIII Targa Florio   | 1974 | Gérard Larrousse/Amilcare Ballestrieri             | Lancia           |
| LIX Targa Florio     | 1975 | Nino Vaccarella/Arturo Merzario                    | Alfa Romeo       |
| LX Targa Florio      | 1976 | Armando Floridia/Eugenio Renna                     | Osella           |
| LXI Targa Florio     | 1977 | Raffaele Restivo/Alfonso Merendino                 | Chevron          |